# متسبيه شاليم
متسبيه شاليم (بالعبرية: מִצְפֵּה שָׁלֵם) (بالإنجليزية: Mitzpe Shalem)‏ كيبوتس زراعي وسياحي استيطاني إسرائيلي، أُقيم في عام 1970 في غور الأردن على أراضي قبيلة التعامرة في محافظة بيت لحم. يقع إداريًا ضمن اختصاص مجلس البحر الميت الإقليمي، وبلغ عدد سكانه نحو 211 مستوطنًا في عام 2018.

## الوضع القانوني
يعتبر المجتمع الدولي المستوطنات الإسرائيلية في الضفة الغربية غير قانونية بموجب القانون الدولي، لكن الحكومة الإسرائيلية تعارض ذلك.